# الدوري الهولندي الدرجة الأولى 1994–95
الدوري الهولندي الدرجة الأولى 1994–1995 هو الموسم التاسع والثلاثون من الدوري الهولندي الدرجة الأولى منذ إنشائه في عام 1956. فاز بهذا الموسم فورتونا سيتارد.

## الفرق
يشارك 20 نادي في الدوري: النادي الذي يحتل المرتبة الأولى في هذا الدوري يتأهل مباشرتا إلى الدوري الهولندي الممتاز، تأهل في هذه الدوري فورتونا سيتارد.